# 亞細亞支線

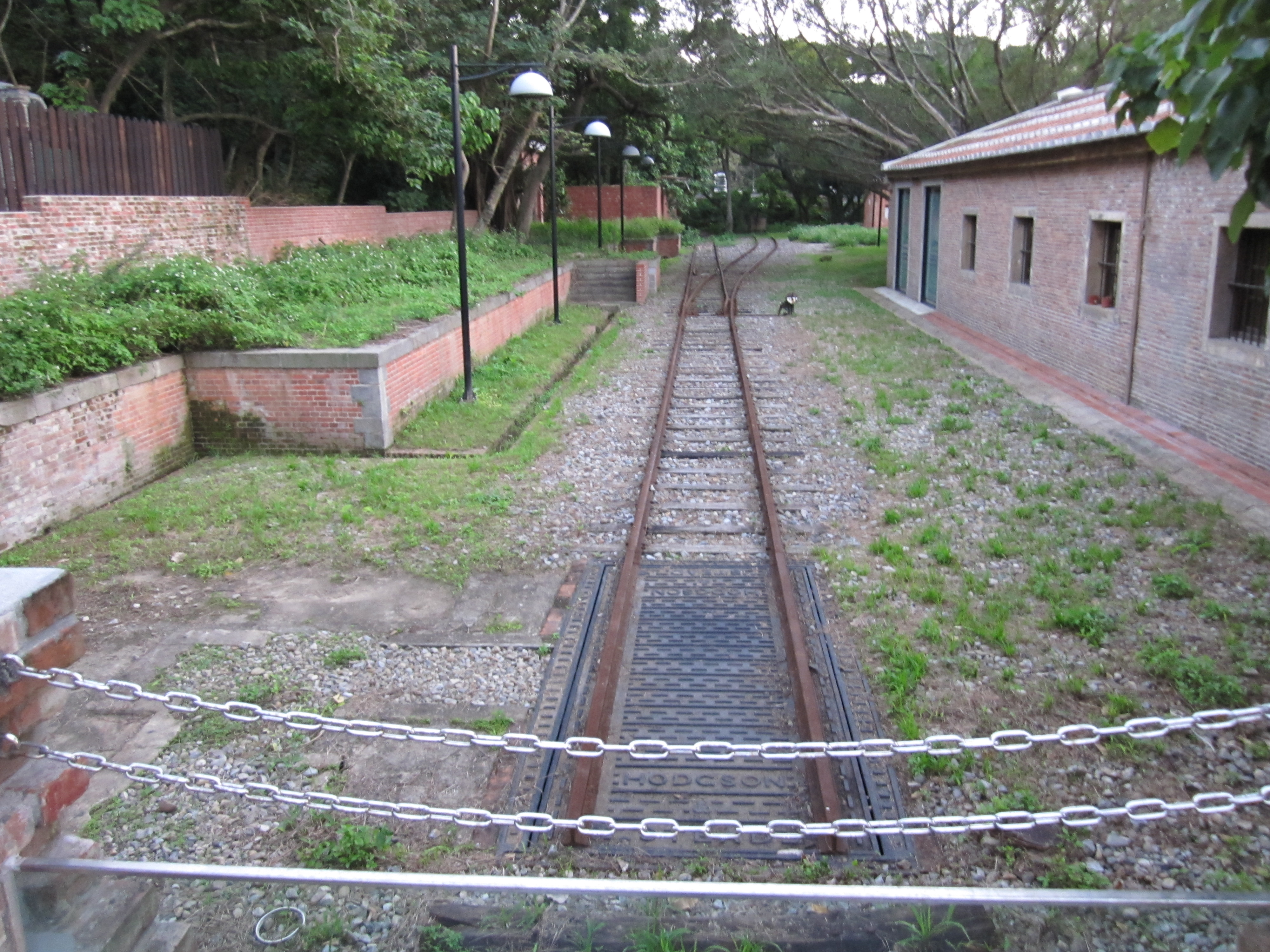
現在僅存下來的亞細亞支線

亞細亞支線，又稱亞細亞線、台鐵殼牌倉庫支線、迺生產石油支線，路線自淡水站分歧後，英商嘉士洋行倉庫為終點站。全長0.3公里。亞細亞支線存下來的部份鐵道、月台等，已於2000年（民國89年）被臺北縣政府劃入英商嘉士洋行倉庫古蹟區。

## 路線資料
- 經營管轄：英商殼牌公司
- 路線距離：淡水站＝英商嘉士洋行倉庫
- 軌距：1,067毫米
- 車站數：1（含起訖車站）
- 開業時間：1901年(日明治34年)8月25日
- 廢止時間：1971年(民國60年)
- 雙線區間：無，全線單線
- 電化區間：無

## 攝影集

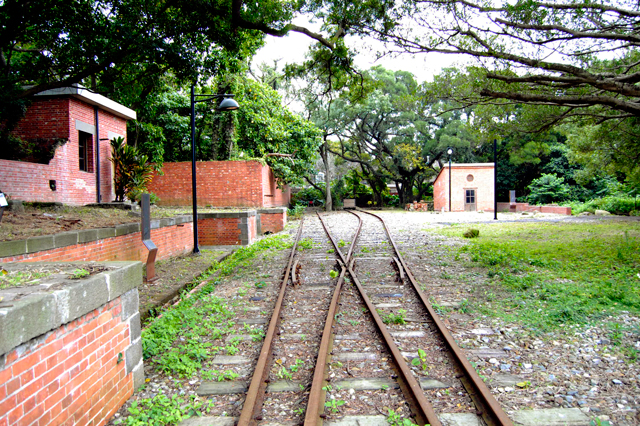
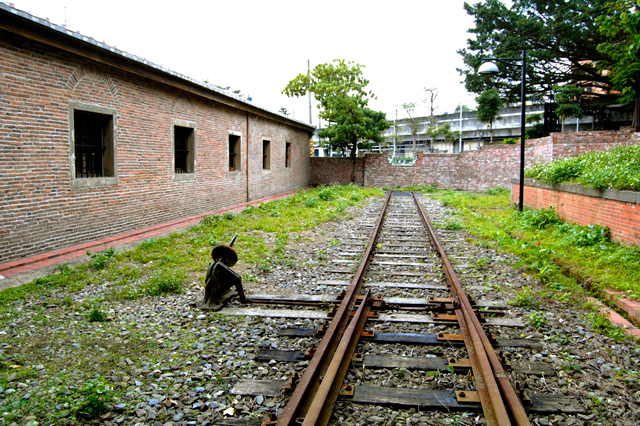
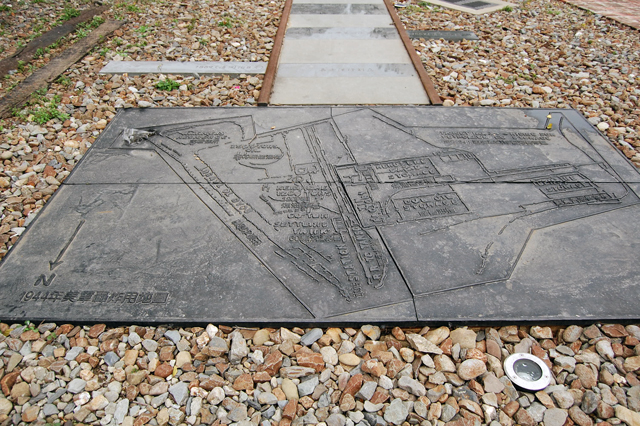
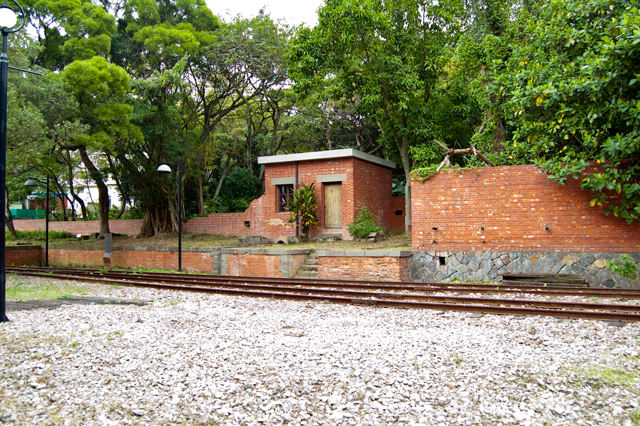

## 運行形態
- 已停駛。

## 使用車輛
- 不明。

## 車站一覽
| 車站名稱 （國音電碼）            | 停駛時英譯站名 （現行漢語拼音） | 營業里程 | 續接／交會路線及備註 | 所在地        |
| -------------------------------- | ------------------------------- | -------- | -------------------- | ------------- |
| 淡水（ㄉㄕ），可轉乘臺鐵淡水線。 | Tanshui (Tamsui)                | 0.0      | 已廢止               | 新北市 淡水區 |
| 英商嘉士洋行倉庫                 | ---                             | 0.3      | 已廢止               | 新北市 淡水區 |

## 腳註
1. ↑  . 臺灣交通鐵道影像 台湾の鉄道映像. 2009-11-18  [2024-09-27]. （原始内容存档于2024-09-27） （中文（臺灣））.

## 外部連結
- 殼牌倉庫 尋找紅磚情 台灣教會公報新聞網
- 鼻仔頭殼牌倉庫見證淡水開港洋行興衰史李秉樺 淡水文化基金會 （页面存档备份，存于）